# 獨立軍 (朝鮮)

獨立軍軍旗

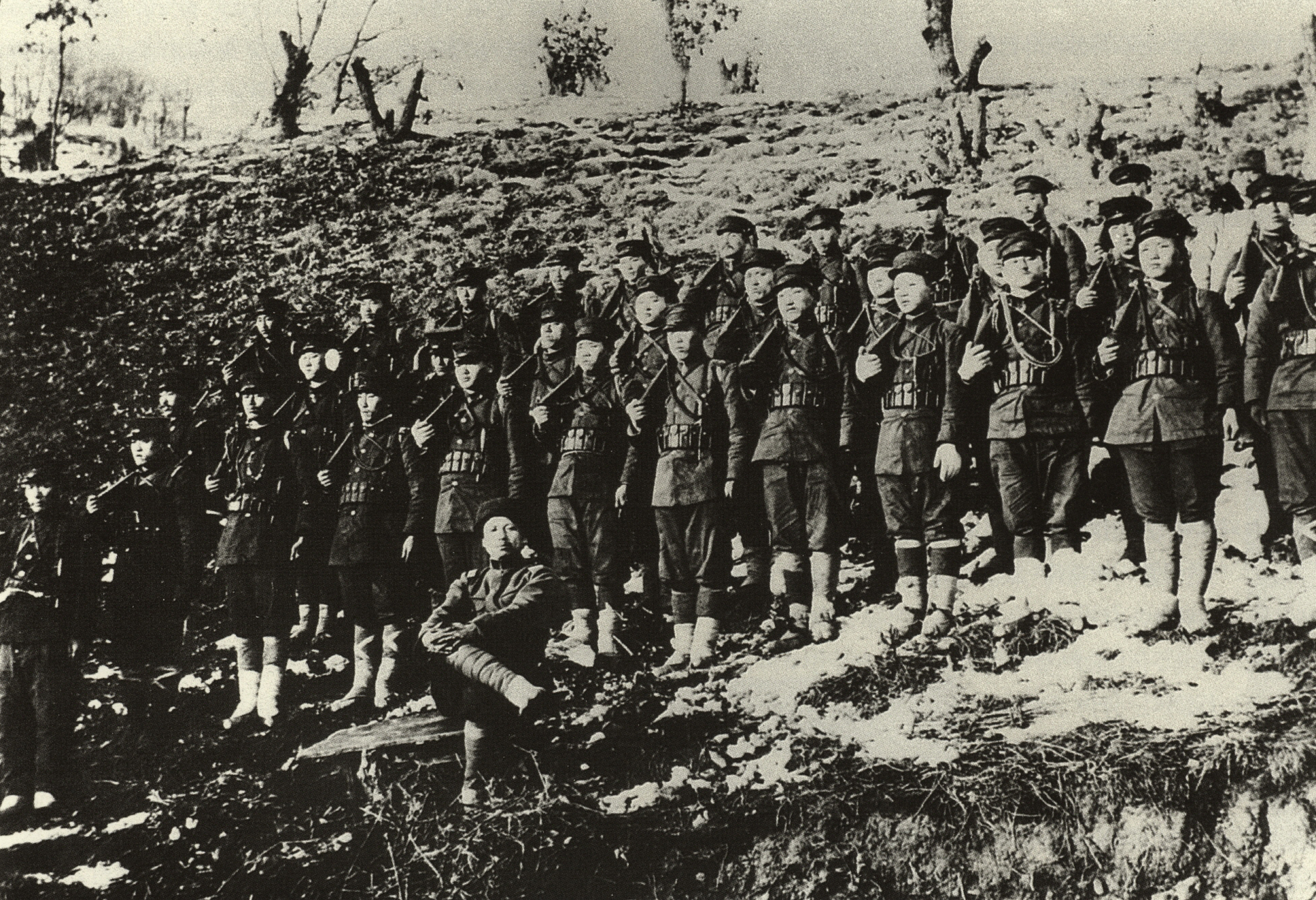
青山里战斗胜利后的北路军政署队员，坐在前面的是金佐镇（1920年10月）

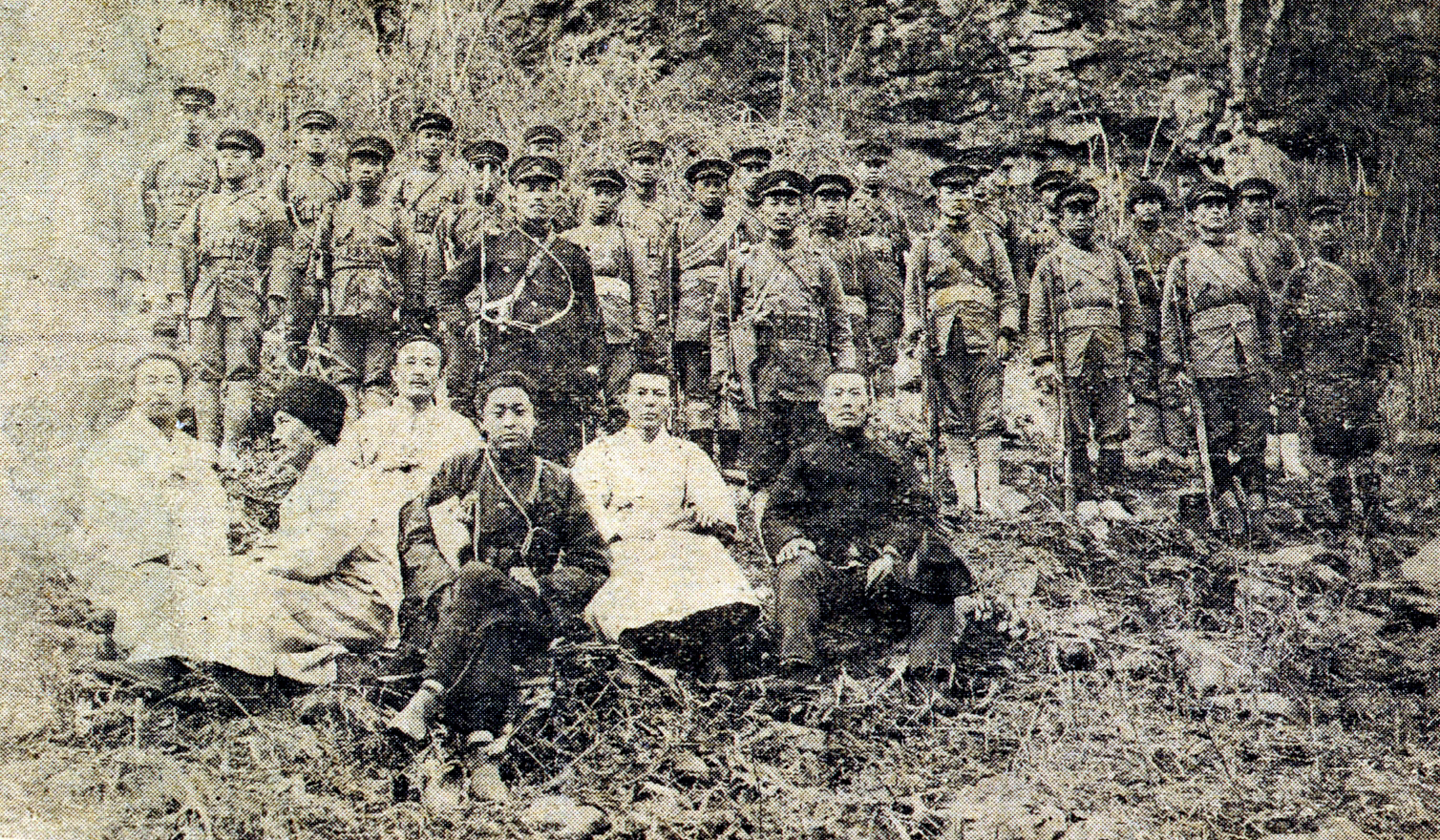
大韩民国临时政府陆军驻满参议府队员（1923年）

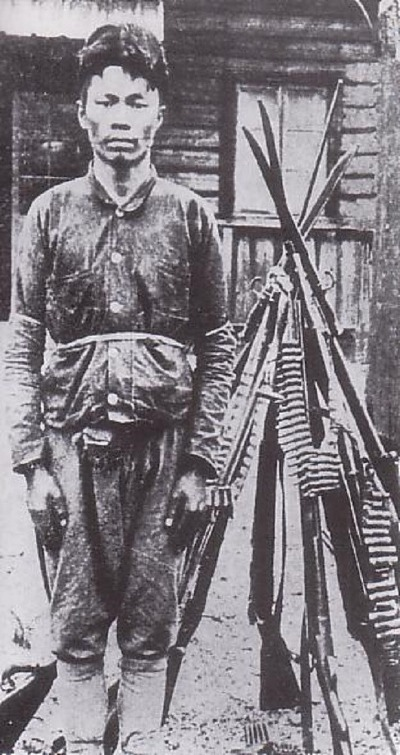
独立军士兵

独立军（：／ Dongnipgun；日语：〔〕／ Dokuritsugun）是1919年三一运动后在满洲东部间岛所成立抗日武装集团的总称。致力將朝鲜从大日本帝国殖民地支配中独立出来。
从朝鲜王朝开始就有朝鲜农民越过中朝边境移居间岛，到了1920年已经达到50万人集住在地域深而森林众多的满洲间岛。但朝鲜总督府无法直接支配间岛，所以成为游击活动根据地最理想的地方。在1919年3月发动了朝鲜国内的独立运动。从1905年到1910年期间激烈的抗日义兵运动的生还农民、劳动者到间岛地域组成了很多抗日武装组织。
主要的部队由北间岛（图们江流域）军政府（后、西路军政署的改称）、大韩国民会军、北路军政署、大韩独立军、大韩义勇军、光復军总署等组成。抗日武装组织多次越境到朝鲜北部的穏城、茂山、恵山等袭击城镇村庄。在这些地区活动及开展袭击行动时、都没有与日本军发生武力冲突。
1920年10月，中国的馬賊袭击了珲春的日本领事馆（日方称为珲春事件）。1920年10月21至26日，韩国独立军与日军先后在和龙县青山里的大山里进行了十余次的战斗。2000多名韩国独立军在当地朝鲜族村民的大力帮助下，以少胜多，抵挡了5000余名的日军，重创日军，史称“青山里战役”。日本向间岛一帯输送了数万人的大部队，对间岛的抗日武装组织发起了大规模的镇压。日本军的攻势使得各武装集団受到严重打击，向中俄边境密山府逃走的残党自己整合成「大韩独立军团」，向沿海州的海参崴进发。但是，在1921年6月「大韩独立军团」卷进了俄罗斯内战（自由市慘變），并被红军解除了武装。因此在间岛地域的抗日武装斗争变得低调起来。1930年代九一八事变爆发，中国共产党领导的东北抗日联军逐渐活跃。此时大韩独立军就和中国人一道举行反满洲国运动并联合起来进行抗日斗争。